# Salvinia molesta
Salvinia molesta ist eine Art der Schwimmfarne (Salvinia) mit ursprünglicher Heimat in Brasilien. Die Art ist weltweit verschleppt worden und kann die Nutzbarkeit und Biodiversität von Gewässern weltweit negativ beeinflussen. Salvinia molesta ist aufgeführt in der Liste invasiver gebietsfremder Arten von unionsweiter Bedeutung der Europäischen Union und in der Liste „100 of the World’s Worst Invasive Alien Species“ der Weltnaturschutzunion IUCN.

## Merkmale

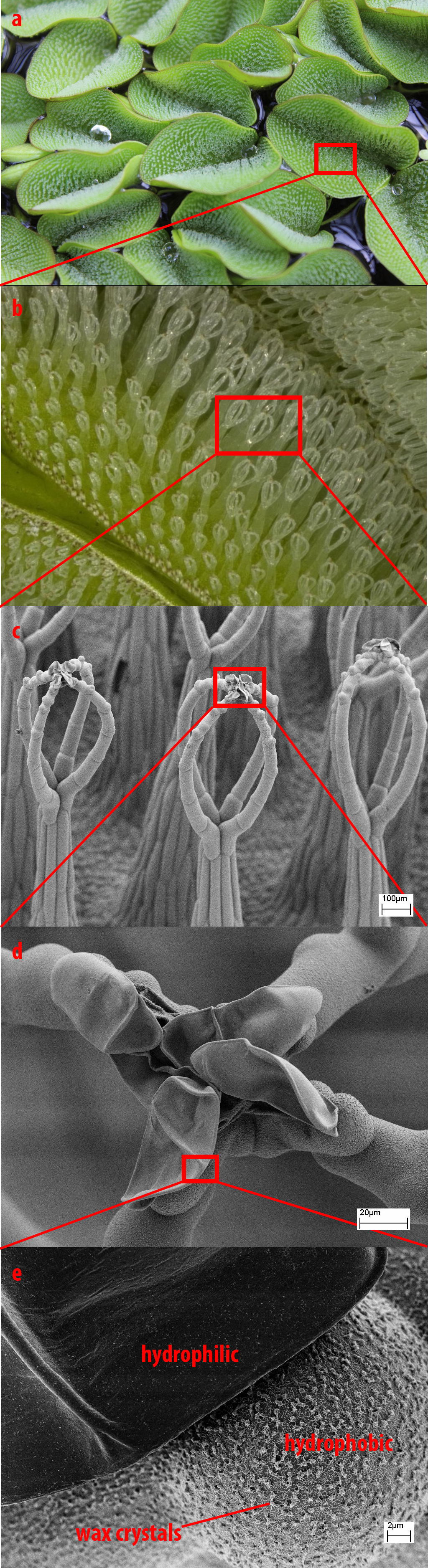
Salvinia molesta, Behaarung der wasserabweisenden Blattoberseite mit den „schneebesenförmigen“ Haaren

Salvinia molesta ist wie alle Schwimmfarnarten eine nicht wurzelnde, frei an der Wasseroberfläche treibende Wasserpflanzenart (ein „Pleustophyt“), die oft dichte Matten bilden kann. Die kurzen Sprosse tragen Blattquirle aus je drei Blättern, jeweils zwei Schwimmblättern und einem stark zerschlitzten, wurzelähnlichen Unterwasserblatt. Die oft einander weit überlappenden Schwimmblätter sind jung rund bis elliptisch und oft entlang der Mittelrippe etwas eingefaltet, im Alter breiter als lang, sie erreichen etwa 12 bis 30 Millimeter Länge bei 15 bis 50 Millimeter Breite. Sie sind ganzrandig und an der Spitze oft etwas ausgerandet. Die Blattform und Blattgröße ist je nach ökologischen Bedingungen sehr vielgestaltig, einige Botaniker unterscheiden danach drei Wuchsformen. Wie typisch für Schwimmfarne sind sie an der Oberfläche dicht mit Papillen bedeckt, abstehend behaart und unbenetzbar. Typisch für die südamerikanische Salvinia auriculata-Artengruppe, der die Art angehört, ist die Gestalt dieser Haare. Jeweils vier Haare (selten zwei) stehen dicht beieinander und spreizen zunächst auseinander, sind aber zur Spitze hin zurückgebogen und in eine gemeinsame Spitze vereint, diese Form wurde mit einem Schneebesen zum Sahneschlagen verglichen. Sie ist an diesem Merkmal eindeutig vom in Europa einheimischen Gemeinen Schwimmfarn Salvinia natans und vom in Nordamerika neophytisch weit verbreiteten Salvinia minima unterscheidbar. Das Unterwasserblatt ist 25 bis 300 Millimeter lang, stark verzweigt und dicht mit braunen Haaren bedeckt.
Die Unterscheidung der Arten der Salvinia auriculata-Artengruppe voneinander ist nicht einfach. Wichtig ist die Hauptachse der untergetauchten Blätter, die bei Salvinia molesta gerade, nicht zur Spitze hin eingekrümmt, ist. Fertile (sporenbildende) Blattabschnitte der untergetauchten Blätter tragen kugelige bis eiförmige Sporenbehälter (Sporokarp genannt), die kettenartig zweireihig relativ locker an einer verzweigten Achse mit sehr kurzen, nicht eingekrümmten distalen Ästen ansitzen. Salvinia molesta vermehrt sich allerdings ausschließlich vegetativ, in den auffallend kleinen Sporokarpen werden niemals reife Sporen ausgebildet.

## Phylogenie, Taxonomie, Systematik
Salvinia molesta bildet mit den Arten Salvinia auriculata Aubl., Salvinia herzogii de la Sota und Salvinia biloba Raddi, den Salvinia auriculata-Artenkomplex. Die Arten dieser Gruppe kommen, oft nebeneinander, im tropischen Südamerika vor. Salvinia molesta war ursprünglich von dort unbekannt und wurde von Mitchell 1972 nach Pflanzen aus Afrika (Kariba-Talsperre in Simbabwe) beschrieben.
Die Art ist polyploid mit fünf Chromosomensätzen aus zwei verschiedenen Arten (allopentaploid) und vermehrt sich ausschließlich vegetativ, da keine reifen Sporen gebildet werden können; es gilt daher als sicher, dass sie auf eine Hybridisierung zweier Arten (vermutlich Salvinia biloba und Salvinia herzogii) zurückgeht, die möglicherweise erst in Kultur erfolgte.
Einige Botaniker halten Salvinia adnata Desv. für den validen Namen dieser Art, diese wurde anhand eines sterilen, neophytischen Exemplars (von der Insel Réunion) schon 1827 erstbeschrieben. Ob es sich um dieselbe Art wie Salvinia molesta handelt, ist aber umstritten, da eine der vermuteten Elternarten, Salvinia biloba ebenfalls oft sterile Individuen ausbildet, ist die Abgrenzung schwierig. Es wurde daher vorgeschlagen, im Interesse der nomenklatorischen Stabilität diesen Namen zu unterdrücken.
Genetische Untersuchungen deuten darauf hin, dass die Neuwelt-Arten der Gattung Salvinia eine Klade bilden. Auch die Zusammengehörigkeit der Salvinia auriculata-Artengruppe konnte so bestätigt werden.

## Verbreitung
Die Art wurde, zunächst fehlbestimmt als Salvinia auriculata, fast weltweit in warmen, tropischen Gewässern aller Art gefunden, der erste Nachweis erfolgte 1939 in Sri Lanka. Sie ist weltweit verbreitet und in mehr als 55 tropischen und subtropischen, selten auch warmgemäßigten, Ländern nachgewiesen. Vorkommen aus Südamerika, der vermuteten Herkunftsregion, fehlten zunächst völlig, so dass eine Entstehung erst in Kultur für möglich gehalten wird. Später wurde die Art bei genauer Nachsuche dann auch in einer Region im Süden Brasiliens, in den Bundesstaaten Sao Paulo, Paraná, Santa Catarina und Rio Grande do Sul festgestellt. Sie kommt hier von der Küste bis etwa 200 Kilometer landeinwärts, bis in eine Höhe von 500 Metern, vor. Nach Hassler (2020) kommt sie ursprünglich auch in den brasilianischen Bundesstaaten Espirito Santo, Minas Gerais und Rio de Janeiro sowie in der argentinischen Provinz Corrientes vor. Es wird angenommen, dass die Verschleppung vor allem auf Transporte, etwa für den Aquarienhandel, mit anschließender absichtlicher oder unabsichtlicher Freisetzung, zurückgeht. Die Art wird, unter verschiedenen Namen, oft irrtümlich als Gewöhnlicher Schwimmfarn bezeichnet, in Aquarien eingesetzt.
In Europa wurde Salvinia molesta in vielen Ländern Süd-, West- und Mitteleuropas schon registriert, gilt aber überwiegend als unbeständig. Die Situation in Deutschland ist unklar, es liegen derzeit Funde nur für das Salvinia auriculata-Artaggregat vor, die nicht einer der Arten zugewiesen worden sind.

## Biologie und Ökologie
Die Art breitet sich nur durch Verschleppung, meist durch den Menschen, in neue Gewässer aus. Hier bildet sie zunächst Exemplare mit langer, brüchiger Sprossachse, die der Ausbreitung dienen. Später bildet sich dichtwüchsige Matten, die die gesamte Wasseroberfläche bedecken können. Die Art ist sehr konkurrenzstark und kann andere Schwimmpflanzen effektiv verdrängen, darunter auch ausbreitungsstarke Spezies wie Dickstielige Wasserhyazinthe (Eichhornia crassipes) und Wassersalat (Pistia stratiotes). Die Blattfläche auf der Wasseroberfläche verdoppelte sich unter optimalen Bedingungen im Gewächshaus alle 3,4 Tage, im Freiland auf der Kariba-Talsperre in Afrika alle 8,1 Tage, im Durchschnitt unter guten Bedingungen alle 14 Tage. Sie kann Matten bis zu einem Meter Dicke mit einer Biomasse von 250 bis 600 Gramm pro Quadratmeter ausbilden. Wenn andere Arten in diese Matten einwurzeln, können sie undurchdringlich werden und den Bootsverkehr lahmlegen. Die Produktion wurde auf 45,6 bis 109,5 Tonnen Trockenmasse pro Hektar und Jahr abgeschätzt.
Salvinia molesta besiedelt stehende Gewässer, bevorzugt gestörte oder künstliche Gewässer, dringt aber auch in natürliche Lebensräume ein. Sie kommt in langsam fließenden Gewässern vor, wo sie auf die Uferregion beschränkt bleibt. Die Art ist empfindlich gegenüber Austrocknung, kann aber beschattet in nassem Schlamm bis zu einem Jahr überleben. Sie meidet Brackwasserhabitate. Sie bevorzugt nährstoffreiche, meist eutrophierte, voll besonnte und warme Gewässer mit Wassertemperaturen über 30 Grad, sie kann aber zwischen 10 und 40 Grad Wassertemperatur wachsen. Sie ist recht frostempfindlich, Knospen der Art sterben bei Temperaturen kleiner −3 °C ab.

## Bekämpfung
Aufgrund der negativen ökologischen und ökonomischen Auswirkungen gilt Salvinia modesta als unerwünschte invasive Art. Versucht wird zunächst, die weitere Ausbreitung zu verhindern, die vor allem durch Aquarianer und den Aquarienhandel erfolgt. Daher gelten nun in zahlreichen Ländern Handelsbeschränkungen für die Art. In der Europäischen Union ist die Haltung, Zucht und der Handel durch die Aufnahme in die Liste invasiver gebietsfremder Arten von unionsweiter Bedeutung seit 2019 verboten, Beschränkungen galten schon vorher in den meisten Mitgliedsstaaten.
Die Massenvermehrung der Art außerhalb Südamerikas wird vor allem darauf zurückgeführt, dass dort die natürlichen Feinde fehlen. Seit etwa 25 Jahren wird daher versucht, spezialisierte pflanzenfressende Arten zu identifizieren, die sie kontrollieren können. Neben anderen getesteten Arten wie der Heuschrecke Paulinia acuminata und dem Zünsler Samea multiplicalis erwiesen sich vor allem Rüsselkäfer der Gattung Cyrtobagous als effektive Antagonisten. Die Einfuhr der Art Cyrtobagous salviniae nach Australien hat dort zu einem merklichen Rückgang des Schwimmfarns geführt (hier war die Bekämpfung dadurch erleichtert, dass Australien keine einheimischen Salvinia-Arten aufweist). Die Art hat später auch zur biologischen Bekämpfung in den USA und in Afrika beigetragen.
Die Pflanze befindet sich auf der Liste der gebietsfremden invasiven Pflanzen der Schweiz.